# Freikirche
Der Begriff Freikirche bezeichnete ursprünglich eine evangelische Kirche, die – im Gegensatz zu einer Staatskirche – vom Staat unabhängig war. Infolge der mittlerweile in Europa überwiegend vollzogenen Trennung von Religion und Staat lässt sich die Wortbedeutung nicht mehr eindeutig fassen. Der Begriff Freikirche wird heute dazu verwendet, eine bestimmte Kirche gegenüber Volkskirchen abzugrenzen. Dabei wird das Attribut „frei“ unterschiedlich verstanden, etwa im Sinne von freiwilliger Zugehörigkeit, organisatorischer Unabhängigkeit, auch im Hinblick auf eine vom Staat erhobene Kirchensteuer, oder als Hinweis auf eine bestimmte theologische Einstellung. In Deutschland beläuft sich die gesamte Mitgliederzahl der Freikirchen auch nach optimistischer Schätzung auf unter einer Million.

## Traditionelle Kategorien von Freikirchen
Unter den Freikirchen im ursprünglichen Sinne unterscheidet man folgende Kategorien (wobei sich nicht alle Freikirchen eindeutig in dieses Schema einordnen lassen):
- die prinzipiellen Freikirchen. Darunter versteht man solche Freikirchen, für die sowohl die Trennung von Kirche und Staat, als auch die freiwillige Mitgliedschaft zu den Grundsätzen ihrer Ekklesiologie gehören. Zu dieser Art gehören zum Beispiel die Baptisten und die Mennoniten.
- Freikirchen, die sich aus innerkirchlichen Erneuerungsbewegungen (Pietismus, Gemeinschaftsbewegung, Methodismus) gebildet haben. Hierher gehören unter anderem die Herrnhuter Brüdergemeine und die Heilsarmee. Andere Gruppen, z. B. die Evangelische Gesellschaft für Deutschland oder die Stadtmission, sind zwar wie Freikirchen organisiert, aber offiziell freie Werke innerhalb der EKD und somit keine Freikirchen.
- Kirchen, die sich aufgrund eines Bekenntnisnotstandes von einer bestehenden Kirche getrennt und sich als Freikirche organisiert haben. Von einem Bekenntnisnotstand spricht man, wenn die Führung einer Kirche aus der Sicht eines Teiles ihrer Angehörigen von wesentlichen Glaubenssätzen abweicht, z. B. ein zu enges Verhältnis mit dem Staat eingeht. Zu dieser Gruppe gehört zum Beispiel die Evangelische Brüdergemeinde Korntal.

Die meisten altkonfessionellen Kirchen, zu denen die Altkatholische Kirche, die Selbständige Evangelisch-Lutherische Kirche (SELK) und verwandte altkonfessionelle lutherische Kirchen zählen, sind nach ihrem Selbstverständnis keine Freikirchen, da für sie „im Unterschied zu den klassischen Freikirchen, die ihre Existenz einem neuen (theologischen und/oder spirituellen) Reformansatz verdanken, … gerade das Festhalten am Überkommenen charakteristisch [ist], auch wenn sie sich im Laufe ihrer Geschichte durchaus als zu Wandlungen fähig erwiesen.“ Die Evangelisch-Altreformierte Kirche und die Evangelisch-Lutherische Freikirche (ELFK) bezeichnen sich dagegen auch als Freikirche.

## Freikirchen-Begriff
Die zunehmende Trennung von Kirche und Staat setzt ein Anliegen der Freikirchen um. Dadurch erhalten alle Kirchen einen Status, der dem von „Freikirchen“ entspricht. So wird es schwieriger, die Gemeinsamkeit der traditionellen Freikirchen eindeutig zu definieren. Durch eine Rückbesinnung auf das Wesen von „Freikirche“ wird versucht, diese eindeutig von anderen Kirchenformen abzugrenzen.
Eine ganze Reihe christlicher Kirchen und Gemeinden führen das Wort Freikirche in ihrem Namen. Beispiele dafür sind die Free Church of Scotland, die Eglise évangélique libre du Canton de Vaud, die Freie Kirche Uster, die Chiesa Libere bei den italienischen Waldenser-Freikirchen, der Bund Evangelisch-Freikirchlicher Gemeinden, der Bund Freikirchlicher Pfingstgemeinden, der Freikirchliche Bund der Gemeinde Gottes, die Freikirchen in Österreich sowie im lutherischen Umfeld die Fríkirkja und die Hannoversche evangelisch-lutherische Freikirche.

### Freikirche als Resultat einer bestimmten theologischen Grundhaltung
Freikirchen wollen das reformatorische Allein Christus radikal umsetzen: Sie verneinen, dass die Rettung in der Zugehörigkeit zu einer bestimmten äußeren Kirchenorganisation liegt. Sie lehnen deshalb den Zwang ab, der jeweiligen „Staatskirche“ anzugehören, und auch den Anspruch exklusiver Sekten, dass das Heil nur bei ihnen zu finden ist.
Im deutschsprachigen Raum sind viele Freikirchen in theologischer Hinsicht als evangelikal einzustufen; es gibt jedoch ein breites Spektrum, das von fundamentalistisch bis liberal reicht.

### Freikirche als Freiwilligkeitskirche
Freiwilligkeitskirchen grenzen sich von Volkskirchen dadurch ab, dass sie von ihren Mitgliedern im religionsmündigen Alter eine bewusste Entscheidung für den Eintritt in die jeweilige Kirche erwarten. Das lässt sich als Konsequenz aus dem Prinzip „Allein Christus“ verstehen.
Bei Volkskirchen ist die Säuglingstaufe üblich; jene Freiwilligkeitskirchen, die ebenfalls die Säuglingstaufe praktizieren, sehen diese jedoch nicht als hinreichend für die volle Mitgliedschaft an (so z. B. in der Evangelisch-methodistischen Kirche).
Die Freiwilligkeit ist kein so eindeutiges Unterscheidungsmerkmal mehr, da auch in Volkskirchen die Mitgliedschaft auf Freiwilligkeit beruhen kann. Ein Kirchenaustritt ist möglich (wenngleich im Selbstverständnis etwa der katholischen Kirche auch Ausgetretene Mitglieder bleiben, aufgrund des durch die Taufe vermittelten unauslöschlichen Merkmals). Soweit die Mitgliedschaft in einer Volkskirche nicht auf einer eigenen, freiwilligen Entscheidung beruht, bleibt der Aspekt der Freiwilligkeit ein mögliches Unterscheidungsmerkmal von „Freikirchen“ (siehe oben zu den traditionellen „prinzipiellen Freikirchen“). Wer in Bezug auf eine Kirchenmitgliedschaft nie eine eigene, aktive Entscheidung trifft, wird natürlich auch nicht Mitglied einer Freikirche; er kann aber sehr wohl – wenn er als Säugling getauft wurde – Mitglied seiner Volkskirche bleiben, wie es viele inaktive Mitglieder von Volkskirchen „tun“. Hier bleibt ein praktischer Unterschied zwischen Frei- und Volkskirchen bestehen, trotz der Austrittsmöglichkeit.

### Freikirche als Minderheitskirche
Als typisch für Freikirchen wird gelegentlich ihre im Vergleich zu Volkskirchen geringere Mitgliederzahl angesehen. Demnach ist eine Freikirche eine zahlenmäßig kleine Alternative zu einer oder mehreren Volkskirchen. Eine solche Betrachtungsweise passt nur in Ländern mit solchen Volkskirchen, die den Großteil oder zumindest einen großen Teil der Bevölkerung erfassen, nicht aber in einer konfessionell stark durchmischten Landschaft, wie z. B. den Vereinigten Staaten von Amerika.
Die Aussagekraft einer auf die formelle Mitgliederzahl bezogenen Messgröße ist dadurch eingeschränkt, dass sich bei Volkskirchen nur ein Bruchteil der Mitglieder aktiv am Gemeindeleben beteiligt (in den Landeskirchen der Evangelischen Kirche in Deutschland besuchen etwa 2–3 % der Mitglieder den Sonntagsgottesdienst). Dagegen ist bei Freikirchen die Zahl der aktiven Mitglieder und Freunde im Allgemeinen ähnlich groß wie die formelle Mitgliederzahl. Bei einer Betrachtung der in den einzelnen Kirchen tatsächlich aktiven Menschen ist dann der Unterschied in der Größe bereits deutlich geringer (z. B. im evangelischen Raum ca. 500.000 Gottesdienstbesucher der EKD zu 300.000–700.000 Mitgliedern bzw. Gottesdienstbesuchern in freikirchlichen Gemeinden in Deutschland).
In einer Minderheiten-Situation befinden sich nicht nur Freikirchen, sondern auch Sondergemeinschaften (früher oft „Sekten“ genannt). Auch das zeigt, dass die Feststellung einer vergleichsweise geringen Größe das Wesen einer Freikirche nur oberflächlich erfasst.

## Geschichtlicher Überblick

### Der Kirchenbegriff der Reformation und die freikirchliche Alternative
Die Reformation übernahm ihren Staats- und Kirchenbegriff als Erbe aus der post-konstantinischen Spätantike und dem Mittelalter; sie kannte deshalb nur den einen Kirchentyp – das Staatskirchentum. Dieser beruhte auf der Einheitlichkeit der Weltanschauung, die nur eine absolute, das Leben der Herrscher und aller Untertanen umfassende und zur Einheit verbindende religiöse Wahrheit kannte. Es war für dieses Verständnis folgerichtig, dass Staat und Kirche sich verbanden, um alle Staatsangehörigen in dieser absoluten Wahrheit zu erziehen – auch wenn es in der Praxis häufig Konflikte zwischen Staat und Kirche gab. Aber grundsätzlich andere religiöse Überzeugungen, welche etwa zur Abtrennung von der Staatskirche geführt hätten, konnten weder vom Staat noch von der Kirche geduldet werden. Zwar hat die Reformation diesen Grundkonsens in gewisser Weise aufgeweicht, indem sie neben der sich als universell verstehenden katholischen Kirche eine andere Kirchengemeinschaft begründete. In dieser Kirche – so die Auffassung der Reformatoren – war die religiöse Wahrheit von menschlich-geschichtlichen Zusätzen befreit und trat deshalb reiner und ursprünglicher in Erscheinung als in der althergebrachten. Dennoch blieb für die Reformation der Grundsatz, dass in einem Staat nur eine Kirche bestehen kann, bestehen und führte schließlich zu dem bekannten Kompromiss cuius regio, eius religio (wessen das Land, dessen [ist] die Religion) des Augsburger Religionsfriedens von 1555 zwischen Katholiken und Lutheranern, der dann im Westfälischen Frieden (1648) für die folgenden Jahrhunderte (jetzt unter Einbeziehung der Reformierten) festgeschrieben wurde. Das Staatskirchenwesen wurde durch die Reformation und ihre Erben sogar noch verstärkt, indem an die Stelle des alten, eng verflochtenen Nebeneinanders von weltlicher und geistlicher Obrigkeit die Unterstellung der Kirche unter den Staat trat. Das Prinzip des Staatskirchentums ist im europäischen Raum erst ab der Mitte des 19. Jahrhunderts allmählich durchbrochen worden – bedingt durch den Wandel des Staatsbegriffs und die Demokratisierung der Gesellschaft.

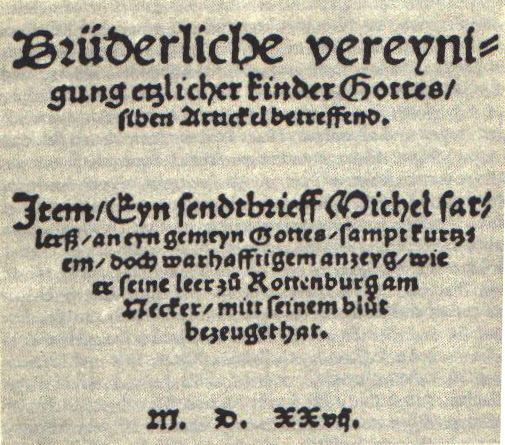
Titelseite der täuferischen Schleitheimer Artikel

Die Freikirchen, denen durch den westfälischen Frieden kein Existenzrecht zugesichert war, orientierten sich nicht an diesem Staatskirchenmodell, sondern an der nach ihrem Verständnis neutestamentlichen Gemeindeform. Sie verstanden die Gemeinde als Gemeinschaft der Gläubigen, die „Gott mehr gehorchen wollte als den Menschen“ und „dem Kaiser“ nur das zu geben bereit war, was ihm aufgrund der Bibel zustand. Diese Auffassungen brachten die freikirchlichen Bewegungen immer wieder in einen starken Gegensatz zum Staat und seiner Kirche. Viele Mitglieder der Freikirchen – man denke zum Beispiel an die Täufer – bezahlten ihre Überzeugungen mit Verfolgung und dem Märtyrertod. Amerika und Russland wurden für viele Freikirchen des 17. und 18. Jahrhunderts zu einer neuen Heimat, in der sie gemäß ihren Glaubensüberzeugungen leben konnten. Während ihnen im zaristischen und orthodoxen Russland nur sehr eingeschränkte Religionsfreiheit gewährt wurde, erlebten sie Amerika (insbesondere die USA) als das „Land der unbegrenzten Möglichkeiten“. Hier wirkten sie maßgeblich am Aufbau der jungen Staaten mit. So entwarf der Baptist Roger Williams um 1643 eine Verfassung für Rhode Island, in der zum ersten Mal in der Geschichte die völlige Trennung von Staat und Kirche verankert war. Diese Verfassung wurde später zur Grundlage der Verfassung der Vereinigten Staaten.

### Historische Entwicklungen

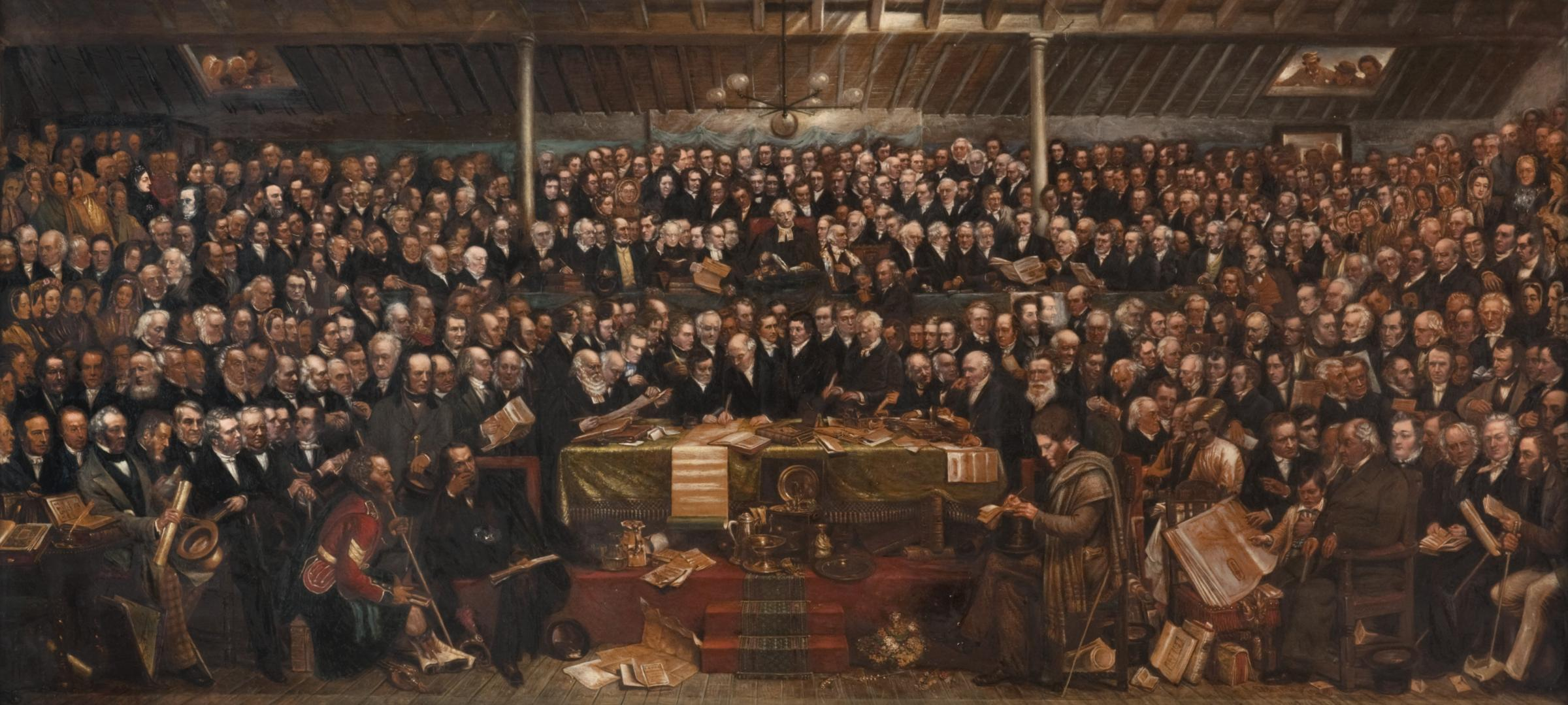
Gründungsversammlung der separatistischen Free Church of Scotland (1843)

Die Waldenser entstanden im 12. Jahrhundert aus einer Laienbewegung in Frankreich und Norditalien. Die historischen Wurzeln der Mennoniten liegen in der teilweise radikalen Täuferbewegung des 16. Jahrhunderts, welches durch sein Ausbrechen aus den etablierten Kirchen heftige Reaktionen und Verfolgungen auslöste. Unter den Freikirchen, die sich – wenn auch in geringer Zahl – in Kontinentaleuropa über Jahrhunderte hinweg behauptet haben, nehmen die Mennoniten eine besondere Stellung ein.
In England und Schottland kam es im 17. Jahrhundert zu betont calvinistisch-reformierten Abspaltungen von der anglikanischen Kirche wie den Puritanern, aus denen sich die Presbyterianer, Kongregationalisten und Baptisten entwickelten. Nicht immer blieben solche Spaltungen überall Freikirchen. So wurde die presbyterianische Kirche in Schottland zur Staatskirche (womit die schottischen Anglikaner zur Freikirche wurden), und die Puritaner gründeten Kolonien in Massachusetts, in denen sie die Rolle der Staatskirche übernahmen. Auch in der Zeit des Commonwealths unter Oliver Cromwell genossen die Puritaner den Schutz des englischen Staats. 1843 spaltete sich in der sogenannten „disruption“ die Free Church of Scotland auf Grund der Ablehnung des Kirchenpatronats von der ebenfalls calvinistisch-reformierten, staatlicherseits privilegierten Church of Scotland ab. In England bildeten sich unter George Fox die Quäker.
Im deutschen Sprachraum sind neben den schon genannten Mennoniten freikirchliche Gemeindegründungen vor allem aus dem Pietismus hervorgegangen, so die Herrnhuter Brüdergemeine unter Nikolaus Graf von Zinzendorf.
Im 18. Jahrhundert entstand in England hauptsächlich durch Charles und John Wesley die methodistische Bewegung als weit reichende Reform-, Erweckungs- und Heiligungsbewegung zunächst innerhalb der Anglikanischen Kirche. Ende 1784 wurde in den USA die Bischöfliche Methodistenkirche gegründet. In der Folgezeit kam es in den USA und England zu weiteren methodistischen Kirchengründungen. Mitte bis Ende des 19. Jahrhunderts gründeten Rückkehrer aus den Vereinigten Staaten und Missionare aus England methodistische Gemeinden im deutschsprachigen Raum. Heute gibt es drei internationale methodistische Kirchen im deutschsprachigen Raum: die Evangelisch-methodistische Kirche, die Kirche des Nazareners und die Wesleyanische Kirche. Sie gehören alle zum Weltrat methodistischer Kirchen, der 1881 gegründet wurde.
Gewissermaßen als eine Spätfolge der revolutionären angelsächsischen Freikirchen-Bewegung zu Anfang des 19. Jahrhunderts und der damit einhergehenden Zersplitterung in mehrere kongregationalistische Gruppen entstanden zuerst im Vereinigten Königreich und später auch in Deutschland die ersten so genannten Brüdergemeinden (nach einem ihrer Begründer John Nelson Darby auch Darbysten genannt).
Einer der Pioniere der neueren baptistischen freikirchlichen Bewegung, die sich im 19. Jahrhundert entwickelte, war Johann Gerhard Oncken, der 1834 in Hamburg die erste deutsche Baptistengemeinde begründete, die in der Folgezeit zur Keimzelle der meisten europäischen Baptistenkirchen wurde.
In Elberfeld (heute ein Stadtteil Wuppertals) gründete sich 1854 unter Hermann Heinrich Grafe aus Protest gegen die liberale Abendmahlspraxis der evangelischen Landeskirchen die erste Freie evangelische Gemeinde, die das baptistische Taufverständnis der Gläubigentaufe übernahm, aber von bereits als Kind getauften Gläubigen nicht verlangte, sich erneut taufen zu lassen.
Am Beginn des 20. Jahrhunderts entstand in den USA aus der sogenannten Heiligungsbewegung (ihre Wurzeln liegen im Methodismus) die Pfingstbewegung, die Kirchenfamilie der Christenheit, die derzeit das höchste Wachstum verzeichnet. In der Zeit des Nationalsozialismus bildeten die zerstörten Kirchen der Bekennenden Kirche ebenfalls eine Art Freikirche.
In der zweiten Hälfte des 20. Jahrhunderts kam es vermehrt zur Entstehung sogenannter nondenominationeller oder unabhängiger Freikirchen. Auch manche innerkirchliche Erneuerungsbewegungen entwickelten sich im 20. Jahrhundert zu eigenständigen Freikirchen (siehe zum Beispiel Evangelische Gesellschaft für Deutschland).

## Freikirchen im deutschen Sprachraum
Viele Freikirchen im deutschsprachigen Raum können auf eine längere Geschichte zurückblicken. Sie haben entsprechend ihrer jeweiligen Ekklesiologie Organisationsstrukturen entwickelt und arbeiten auf verschiedenen Ebenen ökumenisch zusammen, so in der Arbeitsgemeinschaft Christlicher Kirchen in Deutschland bzw. der Schweiz, in der Deutschen, der Österreichischen bzw. der Schweizerischen Evangelischen Allianz, in der Vereinigung Evangelischer Freikirchen, dem Verband Evangelischer Freikirchen und Gemeinden in der Schweiz oder den Freikirchen in Österreich. Die Mitgliederzahlen der Gemeinden der nachstehenden Liste belaufen sich auf ca. 300.000 bis 400.000 in Deutschland. Zahlreiche Freikirchen organisieren sich jedoch nicht in konfessionellen oder überregionalen Bünden und werden demnach in der nachstehende Liste nicht aufgeführt; auch deren Mitgliederzahlen lassen sich nur schwer schätzen.

### Liste von traditionellen Freikirchen im deutschsprachigen Raum
- Arbeitsgemeinschaft Mennonitischer Gemeinden (AMG)
- BewegungPlus Schweiz (BPlus)
- Brüdergemeinden („Christliche Versammlung“, „Freier Brüderkreis“)
- Bund der Baptistengemeinden in Österreich (BBGÖ)
- Bund Evangelikaler Gemeinden in Österreich (BEG)
- Bund Evangelisch-Freikirchlicher Gemeinden (BEFG), bestehend aus Baptisten-, Brüder- und Elim-Gemeinden
- Bund evangelischer Freikirchen (Taufgesinnte Gemeinden)
- Bund Freier evangelischer Gemeinden in Deutschland (FeG)
- Bund Freikirchlicher Pfingstgemeinden (BFP)
- Deutsche Jahresversammlung (Quäker)
- Elaia Christengemeinden (ECG)
- Evangelisch-methodistische Kirche (EmK)
- Evangelisch-reformierte Kirche Westminster Bekenntnisses (ERKWB, in Österreich und der Schweiz)
- Evangelische Brüdergemeinde Korntal; Evangelische Brüdergemeinde Wilhelmsdorf
- Evangelische Freikirche GvC in der Schweiz (GvC)
- Evangelisch Freikirchliche Gemeinden in der Schweiz (EFG)
- Evangelisch-methodistische Kirche in Österreich (EmK)
- Freie Christengemeinde – Pfingstgemeinde in Österreich (FCGÖ)
- Freie Evangelische Gemeinden in der Schweiz (FEG)
- Freikirche der Siebenten-Tags-Adventisten (STA)
- Freikirchlicher Bund der Gemeinde Gottes (FBGG)
- Gemeinde für Christus (bis 2009: Evangelischer Brüderverein)
- Gemeinde Gottes Deutschland KdöR (pfingstlich)
- Heilsarmee
- Herrnhuter Brüdergemeine (Evangelische Brüder-Unität, EBU)
- Kirche des Nazareners
- Konferenz der Mennoniten der Schweiz
- Mennonitische Freikirche Österreich (MFÖ)
- Mülheimer Verband Freikirchlich-Evangelischer Gemeinden
- Pfingstkirche Gemeinde Gottes in Österreich
- Schweizerische Pfingstmission
- Vereinigung Apostolischer Gemeinden
- Vereinigung Freier Missionsgemeinden
- Viva Kirche Schweiz

### Neue freikirchliche Gemeindegründungen
Seit den 1970er Jahren haben sich – vor allem in den Großstädten – sogenannte unabhängige Gemeinden entwickelt, die durchaus freikirchliche Strukturen besitzen, den klassischen Freikirchen aber nicht angehören. 2003 erklärte der baptistische Theologe Heinrich Christian Rust, dass es mittlerweile mehr Christen in diesen freien Gemeinden gebe als in den klassischen Freikirchen, die zur Vereinigung Evangelischer Freikirchen (VEF) zusammengeschlossen sind. Rust geht von über 300.000 Mitgliedern in diesen freien Gemeinden aus. Vor allem Einflüsse der amerikanischen Pfingstbewegung (teilweise durch gezielte Gemeindegründungsaufträge) haben zu dieser Entwicklung beigetragen. Sie sind meist ohne jegliche Bindung, gehören meist aber irgendeinem Netzwerk an (z. B. D-Netz). In jüngster Zeit entstehen vor allem aus Hauskreisen oder durch Spaltungen immer mehr unabhängige und kleine Gemeinden.
Ein weiteres Phänomen sind Gründungen von Gemeinden und Gemeindebünden unterschiedlicher Art unter Aussiedlern.
Es lassen sich bei diesen sogenannten transdenominationellen Gemeinden folgende Typen ausmachen:
- Gemeinden mit pfingstlich-charismatischer Prägung
- Gemeinden mit evangelikal-missionarischer Prägung
- Gemeinden mit evangelikal-konservativer Prägung
- Gemeinden mit neo-calvinistischer Prägung[6]
- Hauskirchen-Bewegung
- Jugend-Trendbewegungen
- Freikirchliche Gemeinden, die aus der Arbeit überkonfessioneller Missionswerke (zum Beispiel Jugend mit einer Mission) entstanden sind.[7]

### Zusammenschlüsse und Verbände
- Vereinigung Evangelischer Freikirchen (VEF), Deutschland
- Freikirchen in Österreich (FKÖ)
- Verband Evangelischer Freikirchen und Gemeinden in der Schweiz (VFG)

## Ablehnung der Kirchensteuer und Finanzierung
Ein Kritikpunkt mancher Freikirchen an den evangelischen Landeskirchen und der katholischen Kirche in Deutschland ist deren Finanzierung durch die Kirchensteuer, die durch staatliche Behörden gegen Aufwandserstattung eingezogen wird (so in Deutschland und überwiegend in der Schweiz; in Österreich heben die Kirchen den Kirchenbeitrag selbst ein). Freikirchliche Gemeinden befürworten eine Trennung von Kirche und Staat. Sie lehnen demgemäß den Einzug von Kirchensteuern durch staatliche Organe ab und finanzieren sich aus freiwilligen Beiträgen ihrer Mitglieder und Freunde. Im Allgemeinen besteht kein formeller Abgabenzwang, so dass es auf der Basis der Selbsteinschätzung sowohl „Nullzahler“ gibt als auch Mitglieder, die erhebliche Beiträge leisten. In manchen Fällen wird der so genannte „Biblische Zehnte“ (10 % des Einkommens – das in der Regel nicht näher definiert wird) als Maßstab genannt. Es gibt allerdings einige wenige Freikirchen, die Kirchensteuern erheben.

## Ökumenische Zusammenarbeit von Freikirchen

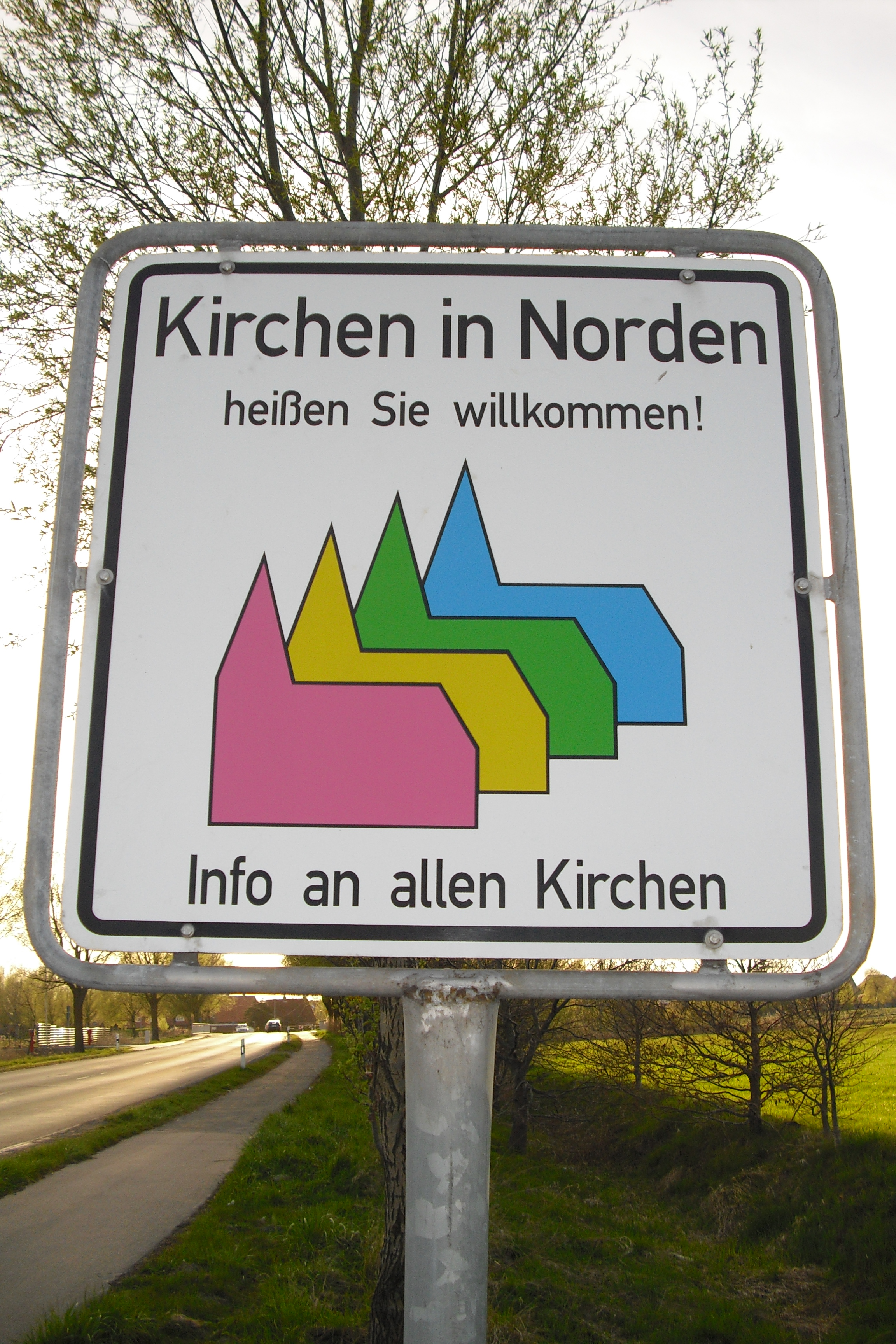
Die grüne Kirche verweist in Deutschland auf VEF-Gemeinden; Ausnahme: Adventgemeinde (blaue Kirche)

Die ökumenischen Bewegungen sind vielfach durch freikirchliches Engagement in die Wege geleitet und in ihren Entwicklungen entscheidend geprägt worden. Freikirchen sind der Überzeugung, dass die Gemeinde Jesu größer ist als die eigene Denomination. Deshalb sind sie im Regelfall für den interkonfessionellen Dialog offen und suchen oft bewusst die Begegnung und Zusammenarbeit mit anderen Christen. Die Vereinigung Evangelischer Freikirchen (VEF) in Deutschland und der Verband Evangelischer Freikirchen und Gemeinden in der Schweiz sind dafür besondere Belege. In Österreich haben sich fünf evangelische Freikirchen zum Dachverband Freikirchen in Österreich zusammengeschlossen und konnten so die staatliche Anerkennung als Kirchengemeinschaft erlangen. Viele (auch nicht-evangelikale) Freikirchen engagieren sich auch in der Arbeitsgemeinschaft Christlicher Kirchen in Deutschland bzw. der Schweiz. Ein besonderes Forum, bei dem sich evangelikale freikirchliche Christen gemeinsam mit solchen aus den evangelischen Landeskirchen engagieren, ist die Evangelische Allianz. Darüber hinaus führen verschiedene Freikirchen (zum Beispiel Baptisten, Methodisten und Pfingstler) mit anderen Konfessionen Konvergenzgespräche über theologische Differenzen. Die Evangelisch-methodistische Kirche hat als Unterzeichner der Leuenberger Konkordie die volle Kirchengemeinschaft mit den Gliedkirchen der EKD und den anderen beteiligten Kirchen hergestellt.

## Geschichtsschreibung von und über Freikirchen

### Die Einzelgemeinde
Eine Freikirchen betreffende Geschichtsschreibung geht von den betreffenden Freikirchen selbst aus: Ein Mitglied schreibt für andere Mitglieder. Am Beginn steht oft ein Erfolgsbewusstsein: Die betreffende Freikirche kann bereits auf ein beträchtliches Wachstum zurückblicken. Das kleinste Objekt solcher Geschichtsschreibung ist die einzelne Ortsgemeinde. Anlass für den Rückblick auf die eigene Geschichte ist oft ein Jubiläum. Franz Graf-Stuhlhofer beschreibt neun Spannungsfelder beim Schreiben einer Gemeindegeschichte und setzt diese in Frageform:
„Objektiv beschreiben oder subjektiv bewerten? Geschichte darstellen oder mit geschichtlichem Material predigen? Pastorendienstzeiten als oberstes Gliederungsprinzip verwenden? Vollständigkeit anstreben oder bewertend auswählen? Probleme offen darstellen oder versöhnlich zudecken? Rückschau aus der Warte der gegenwärtigen Gemeinde(leitung)? Chronologisch darstellen oder thematisch erfassen? Den Quellen vertrauen oder sie kritisieren? Die Vergangenheit verstehen oder die Gegenwart als Maßstab verwenden?“
Diese Fragen verweisen auf Spannungsfelder, in denen der Historiker steht und in denen er sich entscheiden muss, inwiefern er welcher Tendenz folgt.

### Als Gemeinde-Bund
Die nächste Ebene ist erreicht durch die (meist: Selbst-)Reflexion über die Geschichte einer Freikirche oder eines Gemeindebundes. Der Verein für Freikirchenforschung widmet sich besonders der Geschichte. Die Symposien und Arbeitstagungen stehen jeweils unter einem bestimmten Thema; im Jahr 2011 z. B. wurden die einzelnen Freikirchen in der Weimarer Republik sowie in der NS-Zeit betrachtet. Die Referate werden im darauffolgenden Jahrbuch (die genannten Themen im Jahr 2012) veröffentlicht. Dadurch ergibt sich die Möglichkeit zu vergleichender Betrachtung der Freikirchen im Rahmen des jeweiligen Zeitgeschehens.
In seiner Skizze einer frei-evangelischen Historik beschreibt Andreas Heiser unterschiedliche Geschichtsverständnisse, die ihm im historischen Schrifttum der freien evangelischen Gemeinden begegneten: In der Kirchengeschichte kann primär Fortschritt oder primär Dekadenz gesehen werden. Es kann eine Gegenüberstellung von Welt- und Heilsgeschichte im Vordergrund stehen, und es gibt einen personengeschichtlichen sowie einen mentalitätsgeschichtlichen Zugang.
Die Quellenlage und Methodenfragen zur Geschichte österreichischer Freikirchen untersucht Franz Graf-Stuhlhofer. Den Umbrüchen in der Geschichte der Freikirchen wendet er besondere Aufmerksamkeit zu; in der Geschichte der österreichischen Baptisten meint er mehrere Verschiebungen und Umbrüche wahrnehmen zu können, etwa eine Internationalisierung (um 1960), Interkonfessionalisierung (nach 1970) und ein Egalisierungs-Schub (um 1980). Eine vergleichende Freikirchengeschichte wäre nötig, um zu erkennen, inwieweit solche Veränderungen quer durch die Freikirchen ungefähr gleichzeitig erfolgten.

### Im Rahmen der Christenheit
Auf der nächsten Ebene kommt es zur Einbindung der Geschichte einzelner oder aller Freikirchen in eine breit angelegte Kirchengeschichte. In solchen werden Freikirchen jedoch oft ignoriert, insbesondere in Österreich, wo die Freikirchen eine geringe Mitgliederzahl haben. So widmet etwa Gustav Reingrabner zwar den Täufern des frühen 16. Jahrhunderts ein eigenes Kapitel seiner Geschichte der Protestanten in Österreich (1981), erwähnt darin jedoch keine neueren Freikirchen wie Baptisten oder Methodisten. Hier wird also „Protestantismus“ weitgehend auf die Evangelische Kirche eingeschränkt. Aber auch in der umfangreichen Gesamtdarstellung einer Geschichte des Christentums in Österreich (2003) werden neuere Freikirchen bloß einmal namentlich aufgezählt, ohne jede Beschreibung.